# Hòa Bình, Thường Tín
Hòa Bình là một xã thuộc huyện Thường Tín, thành phố Hà Nội, Việt Nam.
Xã Hòa Bình có diện tích 3,92 km², dân số năm 1999 là 5.196 người, mật độ dân số đạt 1.326 người/km².